# Enrico Chiaradia
Enrico Chiaradia (Caneva, 9 novembre 1851 – Caneva, 3 agosto 1901) è stato uno scultore italiano.

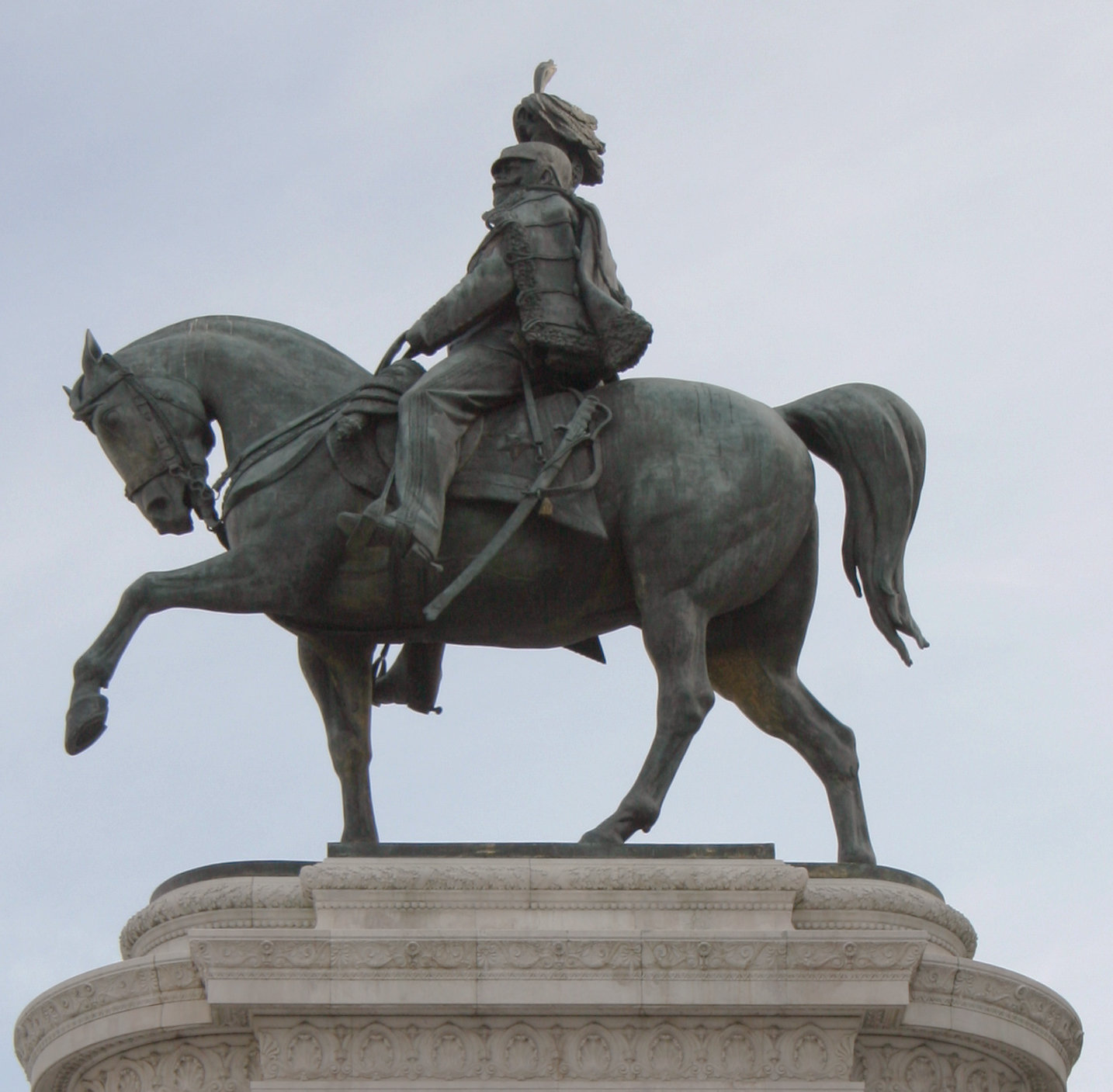
Statua equestre di Vittorio Emanuele II sul Vittoriano

Nato nel 1851 a Caneva, nell'attuale provincia di Pordenone, completati gli studi di ingegneria all'Università di Padova, si trasferì a Roma ove lavorò nello studio dello scultore piemontese Giulio Monteverde.
La sua opere più nota è l'imponente monumento equestre bronzeo a Vittorio Emanuele II, primo re d'Italia, posto sul Vittoriano di Roma. Tra gli altri lavori si possono ricordare la decorazione dello scalone di Palazzo Franchetti a Venezia, un busto bronzeo di Garibaldi a Conegliano e un monumento a Cavour a Padova.
Morì nel 1901, non ancora cinquantenne, nel comune natale. Dopo la sua scomparsa, il completamento della statua equestre sul Vittoriano fu affidato a Emilio Gallori che limitò il suo intervento alla sola revisione dei modelli in cera preparati dallo stesso Chiaradia.
Hanno intitolato una via cittadina al suo nome il comune di Roma nel quartiere Pinciano e la città di Padova. A Milano è stata intitolata una piazza omonima nel quartiere Vigentino (Municipio 5).